# Grand Prix San Marino 1995
Grand Prix San Marino 1995 (oryg. Gran Premio di San Marino) – trzecia runda Mistrzostw Świata Formuły 1 w sezonie 1995, która odbyła się 28 - 30 kwietnia 1995, po raz 15. na torze Imola.
15. Grand Prix San Marino, 15. zaliczane do Mistrzostw Świata Formuły 1.

## Kwalifikacje
| P  | Nr | Kierowca               | Konstruktor(-silnik) | Opony | Czas     | Odstęp   | Strata   |
| -- | -- | ---------------------- | -------------------- | ----- | -------- | -------- | -------- |
| 1  | 1  | Michael Schumacher     | Benetton-Renault     | G     | 1:27.274 | -        | -        |
| 2  | 28 | Gerhard Berger         | Ferrari              | G     | 1:27.282 | 0:00.008 | 0:00.008 |
| 3  | 6  | David Coulthard        | Williams-Renault     | G     | 1:27.459 | 0:00.177 | 0:00.185 |
| 4  | 5  | Damon Hill             | Williams-Renault     | G     | 1:27.512 | 0:00.053 | 0:00.238 |
| 5  | 27 | Jean Alesi             | Ferrari              | G     | 1:27.813 | 0:00.301 | 0:00.539 |
| 6  | 8  | Mika Häkkinen          | McLaren-Mercedes     | G     | 1:28.343 | 0:00.530 | 0:01.069 |
| 7  | 15 | Eddie Irvine           | Jordan-Peugeot       | G     | 1:28.516 | 0:00.173 | 0:01.242 |
| 8  | 2  | Johnny Herbert         | Benetton-Renault     | G     | 1:29.350 | 0:00.834 | 0:02.076 |
| 9  | 7  | Nigel Mansell          | McLaren-Mercedes     | G     | 1:29.517 | 0:00.167 | 0:02.243 |
| 10 | 14 | Rubens Barrichello     | Jordan-Peugeot       | G     | 1:29.551 | 0:00.034 | 0:02.277 |
| 11 | 9  | Gianni Morbidelli      | Footwork-Hart        | G     | 1:29.582 | 0:00.031 | 0:02.308 |
| 12 | 26 | Olivier Panis          | Ligier-Mugen-Honda   | G     | 1:30.760 | 0:01.178 | 0:03.486 |
| 13 | 4  | Mika Salo              | Tyrrell-Yamaha       | G     | 1:31.035 | 0:00.275 | 0:03.761 |
| 14 | 30 | Heinz-Harald Frentzen  | Sauber-Ford          | G     | 1:31.358 | 0:00.323 | 0:04.084 |
| 15 | 3  | Ukyō Katayama          | Tyrrell-Yamaha       | G     | 1:31.630 | 0:00.272 | 0:04.356 |
| 16 | 25 | Aguri Suzuki           | Ligier-Mugen-Honda   | G     | 1:31.913 | 0:00.283 | 0:04.639 |
| 17 | 12 | Jos Verstappen         | Simtek-Ford          | G     | 1:32.156 | 0:00.243 | 0:04.882 |
| 18 | 23 | Pierluigi Martini      | Minardi-Ford         | G     | 1:32.445 | 0:00.289 | 0:05.171 |
| 19 | 10 | Taki Inoue             | Footwork-Hart        | G     | 1:32.710 | 0:00.265 | 0:05.436 |
| 20 | 24 | Luca Badoer            | Minardi-Ford         | G     | 1:33.071 | 0:00.361 | 0:05.797 |
| 21 | 29 | Karl Wendlinger        | Sauber-Ford          | G     | 1:33.494 | 0:00.423 | 0:06.220 |
| 22 | 16 | Bertrand Gachot        | Pacific-Ford         | G     | 1:33.892 | 0:00.398 | 0:06.618 |
| 23 | 11 | Domenico Schiattarella | Simtek-Ford          | G     | 1:33.965 | 0:00.073 | 0:06.691 |
| 24 | 17 | Andrea Montermini      | Pacific-Ford         | G     | 1:35.169 | 0:01.204 | 0:07.895 |
| 25 | 22 | Roberto Moreno         | Forti-Ford           | G     | 1:36.065 | 0:00.896 | 0:08.791 |
| 26 | 21 | Pedro Diniz            | Forti-Ford           | G     | 1:36.624 | 0:00.559 | 0:09.350 |
| P  | Nr | Kierowca               | Konstruktor(-silnik) | Opony | Czas     | Odstęp   | Strata   |

## Wyścig
| P                 | + / – | Nr | Kierowca               | Konstruktor        | Opony | Okr. | Czas / Strata | Komentarz                  |
| ----------------- | ----- | -- | ---------------------- | ------------------ | ----- | ---- | ------------- | -------------------------- |
| 1                 | 3     | 5  | Damon Hill             | Williams-Renault   | G     | 63   | 1h41:42.552   |                            |
| 2                 | 3     | 27 | Jean Alesi             | Ferrari            | G     | 63   | +0:18.510     |                            |
| 3                 | 1     | 28 | Gerhard Berger         | Ferrari            | G     | 63   | +0:43.116     |                            |
| 4                 | 1     | 6  | David Coulthard        | Williams-Renault   | G     | 63   | +0:51.890     |                            |
| 5                 | 1     | 8  | Mika Häkkinen          | McLaren-Mercedes   | G     | 62   | +1 okr.       |                            |
| 6                 | 8     | 30 | Heinz-Harald Frentzen  | Sauber-Ford        | G     | 62   | +1 okr.       |                            |
| 7                 | 1     | 2  | Johnny Herbert         | Benetton-Renault   | G     | 61   | +2 okr.       |                            |
| 8                 | 1     | 15 | Eddie Irvine           | Jordan-Peugeot     | G     | 61   | +2 okr.       |                            |
| 9                 | 3     | 26 | Olivier Panis          | Ligier-Mugen-Honda | G     | 61   | +2 okr.       |                            |
| 10                | 1     | 7  | Nigel Mansell          | McLaren-Mercedes   | G     | 61   | +2 okr.       |                            |
| 11                | 5     | 25 | Aguri Suzuki           | Ligier-Mugen-Honda | G     | 60   | +3 okr.       |                            |
| 12                | 6     | 23 | Pierluigi Martini      | Minardi-Ford       | G     | 59   | +4 okr.       |                            |
| 13                | 2     | 9  | Gianni Morbidelli      | Footwork-Hart      | G     | 59   | +4 okr.       |                            |
| 14                | 6     | 24 | Luca Badoer            | Minardi-Ford       | G     | 59   | +4 okr.       |                            |
| 15                | 11    | 21 | Pedro Diniz            | Forti-Ford         | G     | 56   | +7 okr.       |                            |
| 16                | 9     | 22 | Roberto Moreno         | Forti-Ford         | G     | 56   | +7 okr.       |                            |
| Niesklasyfikowani |       |    |                        |                    |       |      |               |                            |
|                   |       | 29 | Karl Wendlinger        | Sauber-Ford        | G     | 43   |               | koło                       |
|                   |       | 16 | Bertrand Gachot        | Pacific-Ford       | G     | 36   |               | skrzynia biegów            |
|                   |       | 11 | Domenico Schiattarella | Simtek-Ford        | G     | 35   |               | zawieszenie                |
|                   |       | 14 | Rubens Barrichello     | Jordan-Peugeot     | G     | 31   |               | układ przeniesienia napędu |
|                   |       | 3  | Ukyō Katayama          | Tyrrell-Yamaha     | G     | 23   |               | poślizg                    |
|                   |       | 4  | Mika Salo              | Tyrrell-Yamaha     | G     | 19   |               | silnik                     |
|                   |       | 17 | Andrea Montermini      | Pacific-Ford       | G     | 15   |               | skrzynia biegów            |
|                   |       | 12 | Jos Verstappen         | Simtek-Ford        | G     | 14   |               | skrzynia biegów            |
|                   |       | 10 | Taki Inoue             | Footwork-Hart      | G     | 12   |               | poślizg                    |
|                   |       | 1  | Michael Schumacher     | Benetton-Renault   | G     | 10   |               | poślizg                    |
| P                 | + / – | Nr | Kierowca               | Konstruktor        | Opony | Okr. | Czas / Strata | Komentarz                  |

## Najszybsze okrążenie
| Nr | Kierowca       | Konstruktor | Opony | Czas     | Okr. |
| -- | -------------- | ----------- | ----- | -------- | ---- |
| 28 | Gerhard Berger | Ferrari     | G     | 1:29.568 | 57   |